# Сотниченко, Михаил Иванович
Михаи́л Ива́нович Сотниче́нко (3 июля 1921 — 6 августа 1990) — советский офицер, участник Великой Отечественной войны, мастер танкового боя, Герой Советского Союза.

## Биография
Родился 3 июля 1921 года в селе Тигрицкое Тесинской волости Минусинского уезда Енисейской губернии (ныне — Минусинского района Красноярского края) в семье крестьянина. Русский. Окончил 10 классов.
Жил и работал в городе Артёмовске. В 1940 году призван в РККА. Член ВЛКСМ.
На фронте Великой Отечественной войны с 1941 года. В 1942 году окончил Ульяновское танковое училище. Командир взвода 584-го танкового батальона 3-й танковой бригады 23-го танкового корпуса старший лейтенант М. И. Сотниченко воевал на 3-м Украинском фронте.
В июле 1943 года в боях за создание плацдарма на правом берегу реки Северный Донец первым на своём танке форсировал реку и ворвался на окраину села Среднее Изюмского района Харьковской области. Прикрывая огнём переправу остальных танков, его машина была подбита, а сам он был тяжело ранен, но продолжал бой, пока не потерял сознание. Эвакуирован в госпиталь.
В этом бою совместно со своим экипажем уничтожил 2 танка, 3 орудия и более 80 солдат и офицеров противника. 2 августа 1943 года награждён Орденом Отечественной войны I степени. Член КПСС с 1943 года.
Звание Героя Советского Союза присвоено 3 июня 1944 года за мартовские бои в посёлке Казанка и в районе села Шевченково Николаевской области УССР. Из наградного листа:

В бою по овладению села Казанка 9 марта 1944 года огнём из танка уничтожил батарею противотанковых пушек, две самоходные пушки и первым ворвался в село Казанка. В уличных боях уничтожил 15 автомашин с грузом и до 70 солдат и офицеров.
В боях по уничтожению окружённой группировки немцев в районе хутора Шевченково 13 марта 1944 года Сотниченко получил приказ зайти с тыла немецкой колонне и огнём и гусеницами уничтожить её. Выполняя приказ, тов. Сотниченко стремительно ринулся в бой и быстро настиг колонну, которая охранялась самоходной артиллерией и танками. Огнём из пушки он подбил один танк и три самоходные пушки, из них один «Фердинанд», и гусеницами начал давить машины и повозки противника. Машина тов. Сотниченко была подбита и загорелась, но он продолжал выполнять боевую задачу, на горящем танке двигался вперёд, уничтожая всё на своём пути.
Увеличив скорость и потушив машину, вступил в бой с двумя самоходными орудиями, которые развернулись для боя. Машина Сотниченко вторично загорелась, и Сотниченко был ранен, но несмотря на это, он потушил танк и подбил одну самоходку, а экипаж второй взял в плен.
В этом бою он уничтожил 1 танк, 5 самоходных орудий, из них 1 «Фердинанд», 190 колёсных машин, 450 повозок с грузом и более 600 человек солдат и офицеров. Лично взял в плен 21-го человека, из них 3 офицера.

Таким образом, согласно наградному листу, на личном счету М. И. Сотниченко — 3 танка и 7 самоходных орудий.
В 1945 году окончил Ленинградскую высшую бронетанковую школу. С 1953 года капитан М. И. Сотниченко в запасе, жил в селе Новоборисовка Одесской области.
В августе 1990 года погиб в автокатастрофе. Похоронен в селе Новоборисовка Одесской области.

## Награды
- Медаль «Золотая Звезда» Героя Советского Союза (3 июня 1944);
- орден Ленина (3 июня 1944);
- два ордена Отечественной войны I степени (2 августа 1943[2], 6 апреля 1985[6]);
- медаль «За победу над Германией в Великой Отечественной войне 1941—1945 гг.»[7]
- медали.

## Память
Именем М. И. Сотниченко названы улицы в городе Минусинске и в селе Тигрицком. Установлены памятные доски в селе Тигрицком, городе Баштанка Николаевской области.

## Семья
Мать — Надежда Никитовна Сотниченко, проживала в селе Тигрицкое Минусинского района Красноярского края.